# Germania – Bund abstinenter Schüler
Der Zusammenschluss Germania – Bund abstinenter Schüler war eine Schülerverbindung mit Einfluss auf die frühe Jugendbewegung. Der Bund war Teil der Lebensreformbewegung.

## Geschichte
Die Schülerverbindung Germania wurde im Jahr 1902 von Schülern aus Nürnberg und Haubinda gegründet. Der Schülerbund stand weiteren Bünden der Abstinenzbewegung nahe. Zusammen mit dem Bund abstinenter Mädchen und den Wehrlogen des Guttemplerordens gab man die im Neuland-Verlag erschienene Schrift Deutsche Jugend heraus. Der „Abstinentenbund an deutschen Schulen“ war Mitbegründer der Freideutschen Jugend und Teilnehmerbund des Ersten Freideutschen Jugendtages auf dem Hohen Meißner im Oktober 1913.
In der Festschrift zur Jahrhundertfeier auf dem Hohen Meißner wird das Ideal des Bundes wie folgt beschrieben: 

„In sich immer höhere Kräfte zu sittlichem Handeln zu erwecken, ist also Aufgabe dieser Selbsterziehungsarbeit, deren Erfüllung tiefstes Glücksgefühlt erweckt.“